# Hôpital de la Renaissance
Pour les articles homonymes, voir Renaissance (homonymie).
L’hôpital de la Renaissance (anciennement appelé hôpital moderne de N'Djaména) est un établissement public hospitalier tchadien inauguré le 29 novembre 2013,, situé dans le 8e arrondissement de N'Djaména et placé sous la tutelle du ministère de la Santé publique du Tchad.

## Histoire
Voulu par le président Idriss Déby afin d'offrir des soins de qualité à la population tchadienne, l'hôpital de la Renaissance a été construit afin d'être une alternative aux évacuations sanitaires vers l'étranger de patients tchadiens grâce à un plateau technique conforme aux standards internationaux. La construction de l'établissement à intégralement été financée par l'État tchadien, à hauteur de 34 milliards de francs CFA.

### Localisation
Situé dans le 8ème  arrondissement de la capitale.

## Organisation

### Direction
L'hôpital de la Renaissance est actuellement dirigé par Gustave Bassanguen, directeur général, et Ali Djibrine, directeur général adjoint.